# Garcinia moseleyana
Garcinia moseleyana är en tvåhjärtbladig växtart som beskrevs av Jean Baptiste Louis Pierre. Garcinia moseleyana ingår i släktet Garcinia och familjen Clusiaceae. Inga underarter finns listade i Catalogue of Life.